# Labeo rosae
Labeo rosae е вид лъчеперка от семейство Шаранови (Cyprinidae). Видът не е застрашен от изчезване.

## Разпространение и местообитание
Разпространен е в Ботсвана, Зимбабве, Мозамбик, Свазиленд и Южна Африка (Гаутенг, Квазулу-Натал, Лимпопо, Мпумаланга и Северозападна провинция).
Обитава крайбрежията и пясъчните дъна на сладководни басейни и реки.

## Описание
На дължина достигат до 40 cm, а теглото им е максимум 3025 g.